# Somogyszentpál vasútállomás
Somogyszentpál vasútállomás a Somogy vármegyei Balatonfenyvesi Gazdasági Vasút déli végállomása, melyet a MÁV üzemeltet. A névadó Somogyszentpál település központja közelében, a korábban különálló Tótszentpál és Varjaskér településrészek lakott területei közti keskeny sávban helyezkedik el.

## Vasútvonalak
Az állomást az alábbi vasútvonalak érintik:
- Balatonfenyvesi Gazdasági Vasút

## Kapcsolódó állomások
A vasútállomáshoz az alábbi állomások vannak a legközelebb:
- Somogyszentpál felső megállóhely (Balatonfenyvesi Gazdasági Vasút)

## Forgalom
| Járat        | Útvonal                                                                          | Gyakoriság                                   |
| ------------ | -------------------------------------------------------------------------------- | -------------------------------------------- |
| személyvonat | Balatonfenyves GV – Imremajor – Pálmajor – Somogyszentpál felső – Somogyszentpál | Munkanapokon napi 4 pár, hétvégén napi 7 pár |